# Cantone di Yerres
Il Cantone di Yerres è una divisione amministrativa dell'arrondissement di Évry.
A seguito della riforma approvata con decreto del 24 febbraio 2014, che ha avuto attuazione dopo le elezioni dipartimentali del 2015, è passato da 2 a 1 comune più una frazione.

## Composizione
I 2 comuni facenti parte prima della riforma del 2014 erano:
- Crosne
- Yerres

Dal 2015 i comuni appartenenti al cantone sono Yerres e parte del comune di Brunoy.